# Haubarg
En haubarg (på dansk Høbjerg) er en nordfrisisk marskgård på Ejdersted i det sydvestlige hjørne af Sydslesvig. Typen kom til Ejdersted fra Nederlandene i begyndelsen af 1600-tallet, og bredte sig hurtigt i befolkningens øverste lag.
Både bolig, stalde, lade og lo dækkes af et næsten pyramideformet og højt stråtag. Gården er konstrueret omkring en høj firkant, lavet af enorme stolper og tagremme. De fleste haubarge på halvøen er placeret på et værft. I dag findes cirka 45 haubarger på Ejdersted.
Den største og ældste er den Røde Haubarg fra 1647 i nærheden af Husum. Gården er på trods af navnet hvid. Den Røde Haubarg huser i dag restaurant og museum. Ifølge sagnet skal djævelen selv have bygget gården: En fattig bondesøn, der var forelsket i sin rige nabos datter, bad fanden om hjælp og lovede til gengæld at give ham sin sjæl. Heldigvis kunne kærestens mor forhindre denne farlige handel.
Haubargen på Frilandsmuseet ved Kongens Lyngby stammer fra første halvdel af 1600-tallet.
Navnet Haubarg er nedertysk for høbjerg og henviser til gårdens dominerende høje stråtag.

## Billeder
- Haubargen fra Rotelau i Frilandssmuseet
- Den Røde Haubarg
- Gårdtyper i Nordfrisland / Sydslesvig